# Francesco Pucci di Sangiuliano
Francesco Pucci di Sangiuliano (Palermo, XIX secolo – Catania, 6 maggio 1880) è stato un politico italiano.

## Biografia
Discendente dell'antica famiglia dei baroni di Sangiuliano (1722), ufficiale borbonico formatosi alla Nunziatella, Francesco Pucci ebbe per maestro il Filangieri.
Si era distinto difendendo la città di Catania nel 1849. Nel 1860 prese parte alla spedizione dei Mille, entrò poi nell'esercito nazionale.
Fu uno dei cospiratori con cui si era incontrato Francesco Crispi, quando questi, il 4 agosto del 1859, aveva visitato Catania sotto le false spoglie dell'argentino Manuel Pareda, per prendere contatto col Comitato rivoluzionario, in vista degli sviluppi della situazione politica in Sicilia. 

Già nominato Presidente del Magistrato municipale di Catania (fino al 25 agosto del 1860 quando venne sostituito dal barone Felice Spedalieri),  fu eletto patrizio (sindaco) di Catania dal 13 giugno 1860 al 14 dicembre 1860.
Divenne ufficiale del libro “Rischi generali” del Banco di Sicilia nel 1875. 

Muore a Catania, nella sua casa di via Caronda, il 6 maggio 1880.